# Mănăstirea Acoperământul Maicii Domnului din Dorna-Arini
Acoperământul Maicii Domnului este un așezământ monahal ridicat pe teritoriul actualei comune Dorna-Arini din județul Suceava, în vatra satului Gheorghițeni.

## Caracteristici
Complexul monastic este situat la aproximativ 5 kilometri de stațiunea Vatra Dornei, spre Piatra Neamț pe partea stângă a râului Bistrița la câțiva metri de aceasta, la poalele Dealului Bârnărel.
Aleea de la intrarea în mănăstire este pavată cu pietre de râu, iar scările și fundația celor trei clădiri sunt pavate cu marmură. Intrarea duce către o fântână arteziană, în spatele căreia sunt situate biserica ce are pereții sculptați și înflorați aidoma bisericilor din Maramureș, arhondaricul (care are în jur de 40 de camere) și o cabană cu cinci etaje în care se găsesc chiliile, trapeza, biblioteca și atelierele.
Cu excepția scărilor și fundațiilor, clădirile și clopotnița sunt ridicate în întregime din lemn de esență tare.
Biserica
Este din lemn de stejar, include altarul cu o absidă poligonală, naosul fără abside și pronaosul – ultimele două fiind despărțite printr-un perete de lemn, iar pe latura sudică pridvorul, ale cărui coloane de lemn sculptate susținut o mică turlă. Acoperită cu șindrilă, construcția este împodobită la exterior cu brâie de sculpturi în lemn, dispuse în mai multe registre. Catapeteasma și mobilierul – sculptate cu motive florale, sunt din aceeași esență lemnoasă. Pictura în stil bizantin, îi aparține unei echipe de pictori coordonate de Valentina Petrescu  în anul 2004.
Clopotnița
Se găsește la intrarea complexului monastic și are o înălțime de 60 de metri. Aceasta gazduiește un număr de 24 de clopote (dintre care cel mai mare cântărește 5 tone), legate printr-un sistem computerizat central telecomandat, care le coordonează, și un carilon.
Asemeni celorlalte construcția (concepută și realizată de către o echipă de meșteri din Maramureș și Bucovina coordonată de Victor Plăștinaru) este în stil maramureșean. Are forma unui trunchi de piramidă, cu un foișor în formă de săgeată situat în vârf. Dispunând de un sistem de iluminare, poate fi văzută din Vatra-Dornei.
Facilități turistice
Complexul include un hotel de 3 stele cu sală de conferințe și restaurant omologat, precum și o bază de tratament recuperator cu numele de Procopie și Elisabeta, totalul capacitatăților de cazare ale întregului complex turistic (inclusiv cele cu regim de pensiune) fiind de 80 de locuri.

## Construcția
Începută din anul 2000, ridicarea mănăstirii s-a făcut la inițiativa și sub patronajul actualului Arhiepiscop al Tomisului Teodosie, pe un teren care a aparținut părinților acestuia Elizabeta și Procopie Petrescu. Formarea obștii monarhale a început în anul 1999. Clopotnița a fost ridicată în perioada 2002-2004. Resursele financiare au provenit din contribuții ale localnicilor și enoriașilor din Arhiepiscopia Tomisului, precum și ale unor companiilor din Suceava și Constanța.
Sfințirea s-a făcut pe 20 octombrie 2004 de către Bartolomeu I, Patriarhul Ecumenic al Constantinopolului și de către Teoctist, Patriarhul Bisericii Ortodoxe Române.
Hramurile așezământului au fost alese ca fiind acelea al Acoperământului Maicii Domnului, al Sfântului Mare Mucenic Procopie și al Sfintei Cuvioase Elisabeta.
Ulterior, așezământului i s-au alăturat un hotel cu cinci etaje finalizat în 2005 cu un pavilion administrativ aferent și spații de producție, precum și terenuri de până la 20 de hectare, finanțate de un credit de 500.000 euro garantat de Arhiepiscopia Tomisului.
În martie 2011 s-a inaugurat în incinta mănăstirii Baza de tratament medical recuperator.

## Controverse
Controverse apărute ulterior, se referă atât la luxul afișat de unele construcții și dotări ale complexului , cât și la afaceri imobiliare derulate între mănăstire și Arhiepiscopul Tomisului. Finanțarea activității desfășurate de muncitorii folosiți la construirea ansamblului a fost sursa unor scandaluri, iar concurența făcută operatorilor turistici locali de către hotelul asociat ansamblului nu a fost ferită de unele neclarități.

## Obiective turistice de vecinătate
- Vâltoarea de la Cozănești
- Cheile Zugrenilor
- Stațiunea Vatra Dornei
- Trasee montane turistice[16] către Munții Bistriței (puncte de plecare din Zugreni, Cozănești Rusca și Ortoaia), Munții Rarău (punct de plecare din Zugreni) și Munții Giumalău (puncte de plecare din Zugreni și Rusca).
- Tinovul Șaru Dornei
- Mănăstirea Piatra Tăieturii
- Catedrala Munților, Panaci

## Imagini

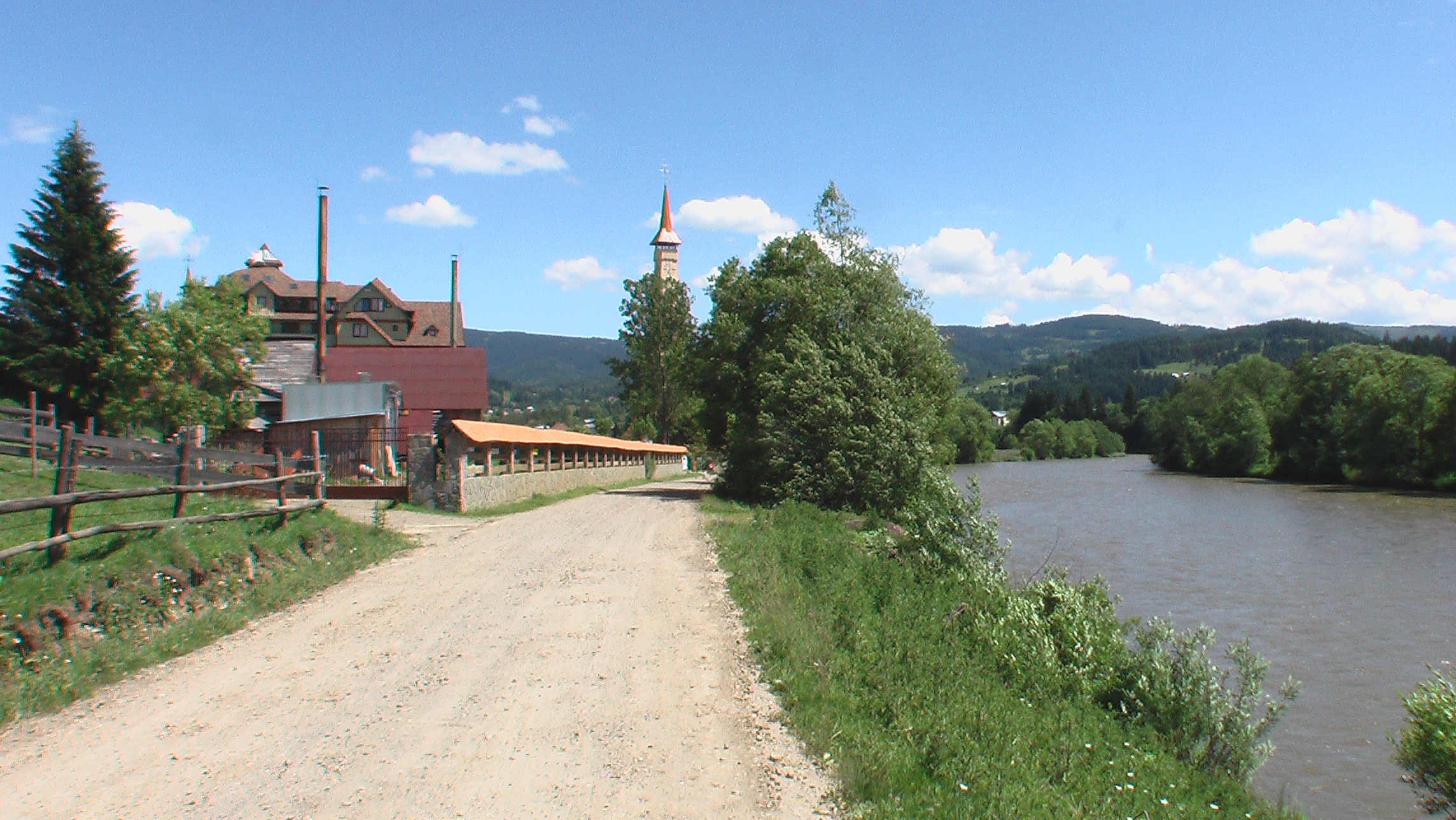
Drumul către mănăstire
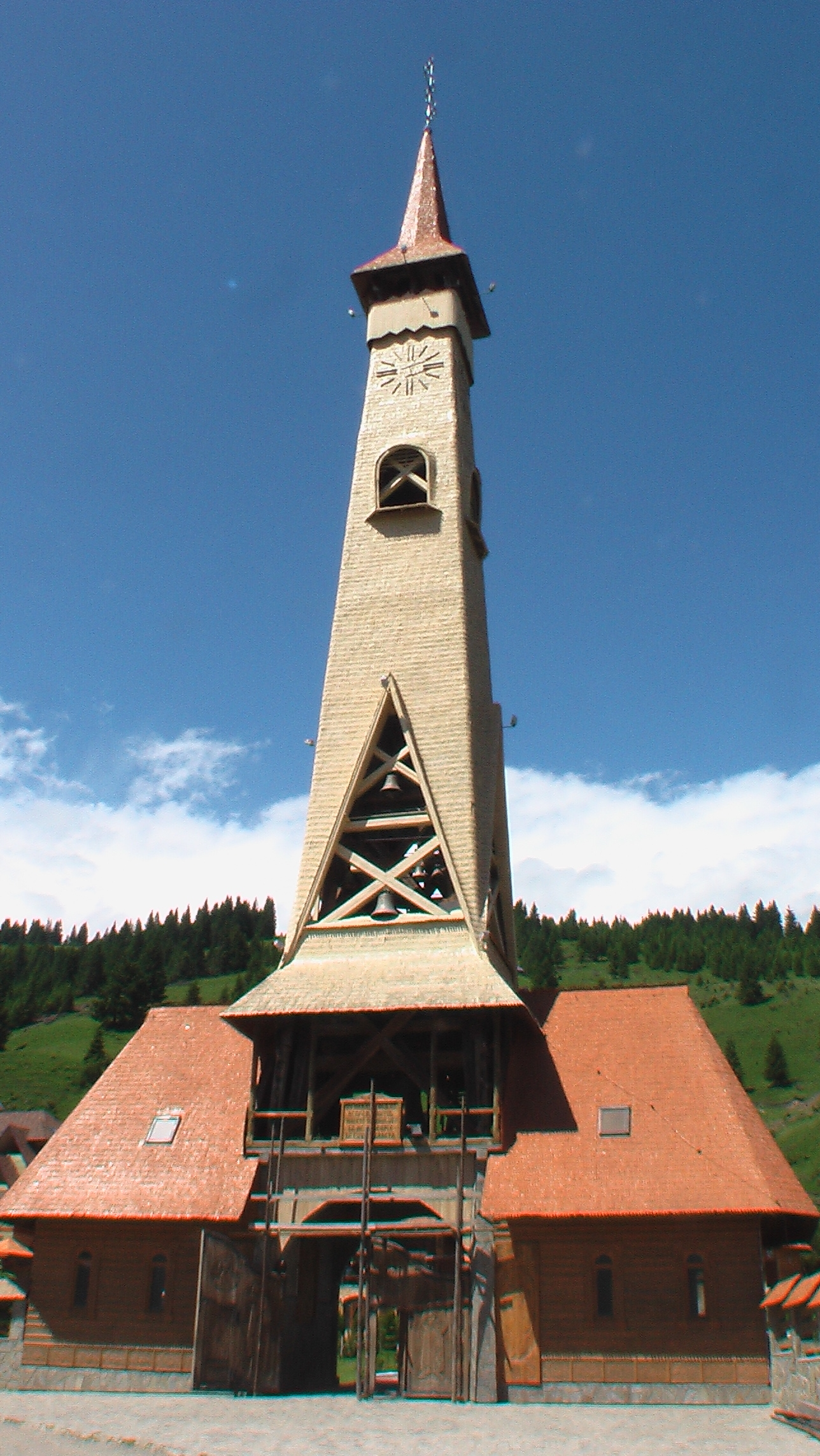
Turnul clopotniță
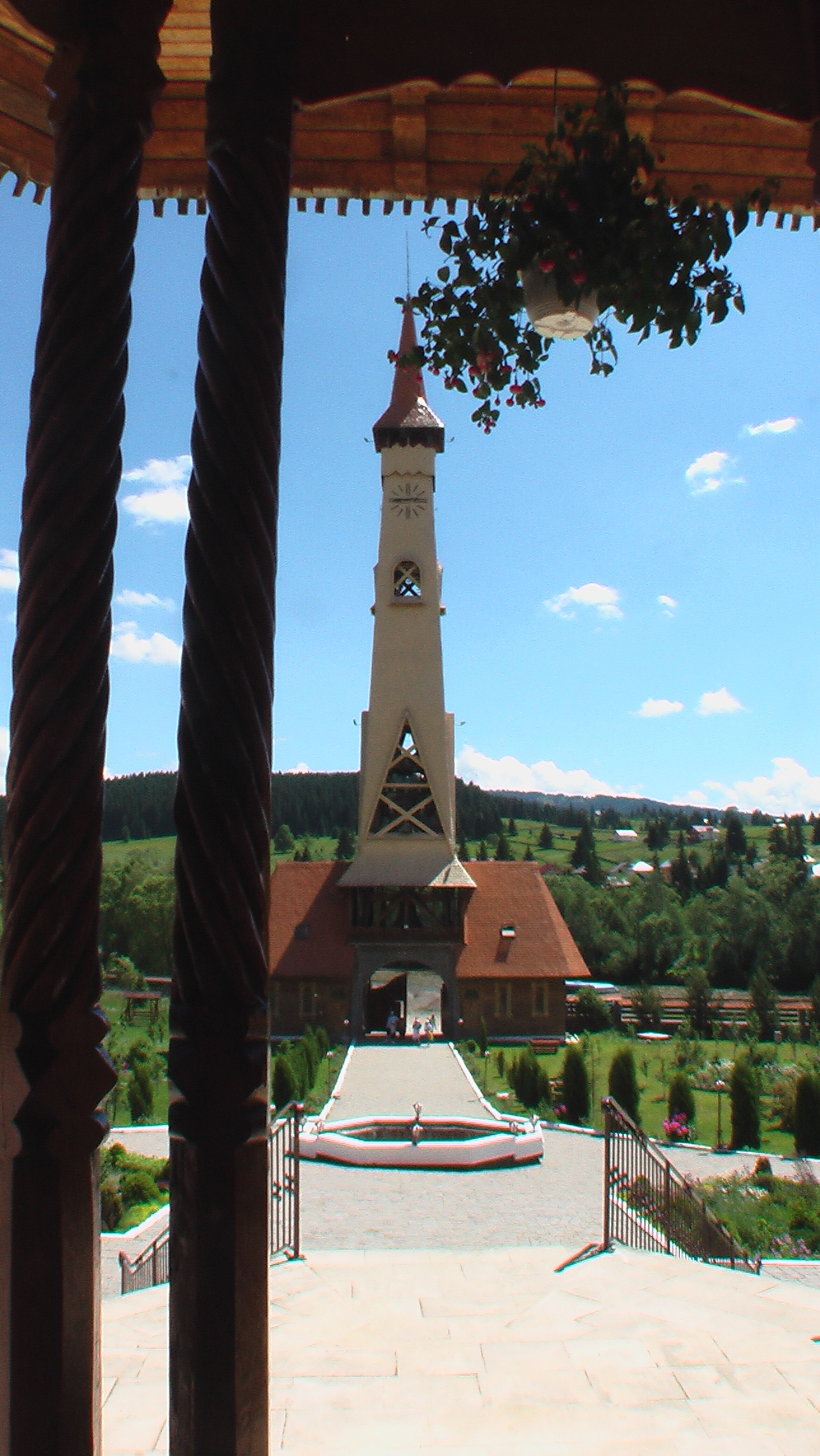
Turnul clopotniță
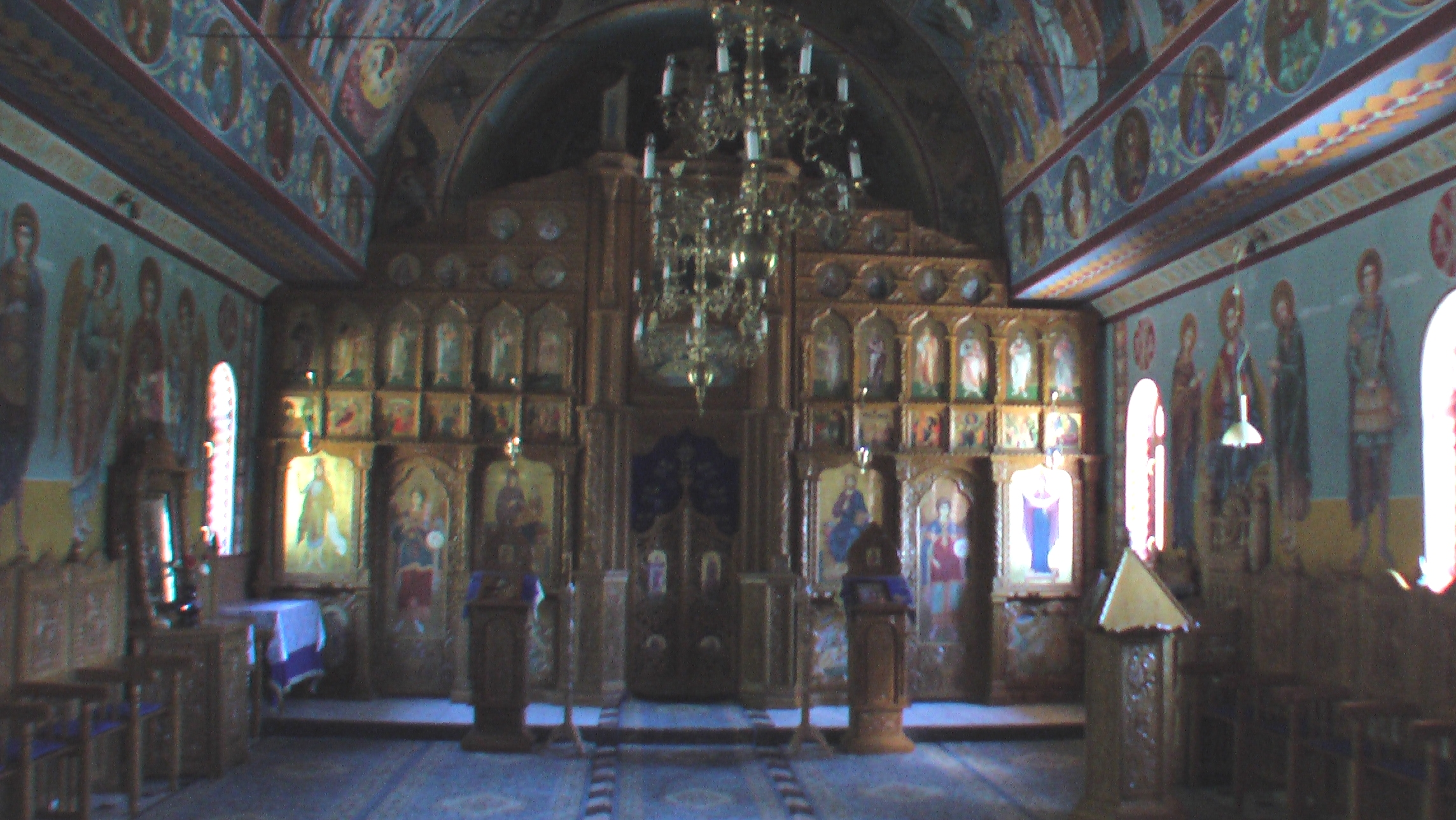
Iconostasul bisericii